# 耶斯佩尔·内林
耶斯佩尔·内林（瑞典語：Jesper Nelin，1992年10月3日—），瑞典男子冬季两项运动员。他曾代表瑞典参加2018年和2022年冬季奥林匹克运动会冬季两项比赛，其中2018年冬季奥运会获得男子4×7.5公里接力金牌。

## 外部連結
- 耶斯佩尔·内林在IBU（英语）
- 耶斯佩尔·内林在FIS (cross-country)（英语）
- 耶斯佩尔·内林在Olympedia（英语）
- 耶斯佩尔·内林在Swedish Olympic Committee（瑞典语）